# Eleições gerais em Moçambique em 1994
As Eleições Gerais de 1994 foram as primeiras eleições multipartidárias realizadas em Moçambique, no seguinto do Acordo Geral de Paz assinado em Roma em 1992. Elas tiveram lugar entre 27 e 29 de Outubro de 1994 para elegerem o Presidente da República e a Assembleia da República. Um total de 6.148.842 eleitores foram recenseados e destes uns maciços 87,9% votaram. Como resultado, o incumbente presidente Joaquim Chissano (e presidente do partido FRELIMO) foi reeleito logo à primeira volta com 53,3% dos votos, distante do principal concorrente, o dirigente do partido RENAMO, Afonso Dhlakama com 33,7% e 13% foram divididos entre os restantes 10 candidatos.
O resultado foi mais equilibrado nas eleições legislativas, onde o partido FRELIMO conseguiu a maioria absoluta dos membros (129 entre 250) com 44,3% dos votos. A RENAMO conseguiu 112 lugares com 37,8% dos votos e o único outro partido representado foi a União Democrática com 9 lugares.

## Eleições presidenciais
| Candidato           | Partido             | Votos     | %     |
| ------------------- | ------------------- | --------- | ----- |
| Joaquim Chissano    | FRELIMO             | 2.633.740 | 53,30 |
| Afonso Dhlakama     | RENAMO              | 1.666.965 | 33,73 |
| Wehia Ripua         | PADEMO              | 141,905   | 2.87  |
| Carlos Reis         | UNAMO               | 120.708   | 2,44  |
| Máximo Dias         | MONAMO-PMSD         | 115,442   | 2.34  |
| Campira Momboya     | PACODE              | 58.848    | 1,19  |
| Yaqub Sibindy       | PIMO                | 51.070    | 1,03  |
| Domingos Arouca     | FUMO-PCD            | 37.767    | 0,76  |
| Carlos Jeque        | Independente        | 34.588    | 0,70  |
| Casimiro Nhamitambo | SOL                 | 32.036    | 0.65  |
| Mário Machel        | Independente        | 24,238    | 0,49  |
| Padimbe Kamati      | PPPM                | 24.208    | 0,49  |
| Votos nulos/brancos | Votos nulos/brancos | 461.425   | -     |
| Total               | Total               | 5.402.940 | 100   |

## Eleições legislativas
| Partido                                                                 | Votos     | %     | Lugares |
| ----------------------------------------------------------------------- | --------- | ----- | ------- |
| FRELIMO                                                                 | 2.115.793 | 44,33 | 129     |
| RENAMO                                                                  | 1.803.506 | 37,78 | 112     |
| União Democrática-UD                                                    | 245.793   | 5,15  | 9       |
| Aliança Patriótica                                                      | 93.031    | 1,95  | 0       |
| Partido Social-Liberal e Democrático-SOL                                | 79.622    | 1,67  | 0       |
| Frente Unida de Moçambique-Partido de Convergência Democrática-FUMO-PCD | 66.527    | 1,39  | 0       |
| Partido da Convenção Nacional-PCN                                       | 60.635    | 1,27  | 0       |
| Partido Independente de Moçambique-PIMO                                 | 58.590    | 1,23  | 0       |
| Partido do Congresso Democrático-PACODE                                 | 52.446    | 1,10  | 0       |
| Partido para o Progresso do Povo de Moçambique-PPPM                     | 50.793    | 1,06  | 0       |
| Partido Renovador Democrático-PRD                                       | 48.030    | 1,01  | 0       |
| Partido Democrático de Moçambique-PADEMO                                | 36.689    | 0,77  | 0       |
| União Nacional Moçambicana-UNAMO                                        | 34.809    | 0,73  | 0       |
| Partido Trabalhista-PT                                                  | 26.961    | 0,56  | 0       |
| Votos nulos/brancos                                                     | 630.974   | -     | -       |
| Total                                                                   | 5.404.199 | 100   | 250     |